# Vertikála (Poruba)
Vertikála je ocelová plastika na jejíž tvorbě se autorsky podíleli Ivo Klimeš (*1932) a Vladislav Gajda (1910-2010). Plastika se nachází v parku Havlíčkovo náměstí v Ostravě-Porubě v Moravskoslezském kraji.

## Popis díla a jeho historie
Vysoká a štíhlá plastika je vyrobená z nerezové oceli a je umístěna v exteriéru. V architektonické soutěži vyhrál Vladislav Gajda, který si Klimeše přizval jako spoluautora. Dílo vzniklo jako vodní fontána ve vodní nádrži. Dle stavu z roku 2021 je nádrž zrušena a dílo stojí na zatravněné zrušené vodní nádrži. Netradiční plastika je tvořena z trubek.
| Datace návrhu           | 1966         | [ 1 ] |
| Datace jednání v komisi | 1966 až 1969 | [ 1 ] |
| Datace realizace        | 1969         | [ 1 ] |
| Datace kolaudace        | 1969         | [ 1 ] |
| Datace osazení          | 1970         | [ 1 ] |

## Galerie

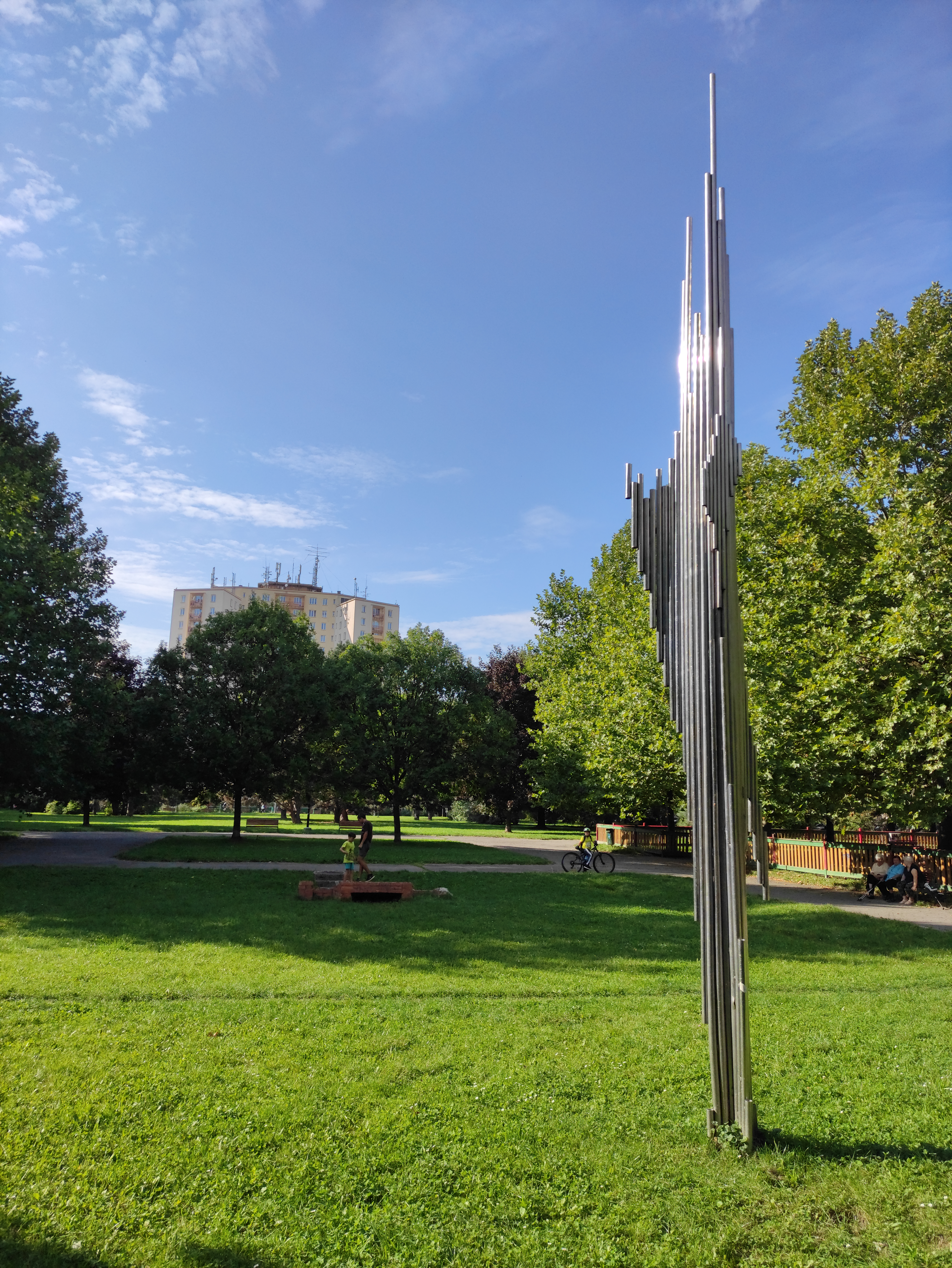